# Geschiedenis van Sint Eustatius
Dit artikel beschrijft de geschiedenis van Sint Eustatius.

## Precolumbiaanse geschiedenis
De vroegste bewoners waren Cariben die vermoedelijk uit het Amazonebekken kwamen en vanuit het huidige Venezuela via de Kleine Antillen naar het noorden waren gemigreerd. In het begin van de twintigste eeuw zijn er nederzettingssporen ontdekt in Golden Rock en Oranjebaai.

## Eerste kolonisatie
Columbus was de eerste die Sint Eustatius in 1493, bij zijn tweede reis naar Amerika, op de kaart zette. Bij diens voorbijvaren - hij kwam niet aan land - was de oorspronkelijke bevolking al eerder vertrokken, mogelijk vanwege de natuurlijke omstandigheden: op het eiland was bijvoorbeeld geen zoet water beschikbaar.
In 1636 werd het inmiddels onbewoonde eiland door de Nederlanders in bezit genomen. Volgens Franse bronnen hadden de Fransen er al in 1629 een klein fort gebouwd, maar wegens gebrek aan natuurlijke waterbronnen het eiland weer verlaten. De Nederlanders (Zeeuwen) bouwden een nieuw fort, het nog steeds bestaande Fort Oranje en losten het waterprobleem op door de aanleg van (ook nog steeds bestaande) regenbakken (cisternen).

## Slavenhandel en vrijhaven
Op Sint Eustatius werden midden 17e eeuw plantages van sisal, suikerriet, tabak en indigo aangelegd die met slavenarbeid werden bewerkt. In het wapen van Sint Eustatius zijn de blauwe kralen (blue beads) verwerkt die door de slaven als onderling ruilmiddel werden gebruikt.
Het eiland werd in de 17e eeuw het meest winstgevende bezit van de West-Indische Compagnie (WIC) als doorvoerhaven van Afrikaanse slaven in de Trans-Atlantische slavenhandel. Commandeur Jan de Windt stuurde in 1763 twee schepen naar Berbice om daar de slavenopstand te helpen onderdrukken. 
In 1774 waren er 75 plantages op het eiland met namen als Gilboa, Kuilzak, Zelandia, Zorg en Rust, Nooit Gedacht, Ruym Sigt en Golden Rock. Oranjestad was ook een vrijhaven en stapelhaven. In de 18e eeuw werd het eiland wel de Gouden Rots genoemd. De hele benedenstad aan de Oranjebaai was volgebouwd met pakhuizen waar de meest luxe goederen lagen opgeslagen. In 1779 legden meer dan 3000 schepen uit Europa, Amerika en Afrika aan op de rede van Oranjestad, evenveel als in Amsterdam. Soms arriveerden er meer dan twintig schepen op een dag. Op de rede konden 200 schepen tegelijkertijd liggen.
Uit de glorietijd van het eiland resten nog de overblijfselen van zestien verdedigingswerken (voornamelijk open batterijen) in een ring om het eiland heen. Behalve Fort Oranje zijn dat Bourbon Battery, het Waterfort of de batterij Amsterdam, Fort Panga en de batterijen Jussac, Royal, Rotterdam, Tumble-down-Dick of Tommelendijk, Concordia, St. Louis, Corre Corre, De Windt, Nassau, Dolijn, Bouillé en de resten van een onafgemaakte vluchtburg uit het eind van de 17de eeuw op de berg Gilboa Hill.

## Het eerste saluut

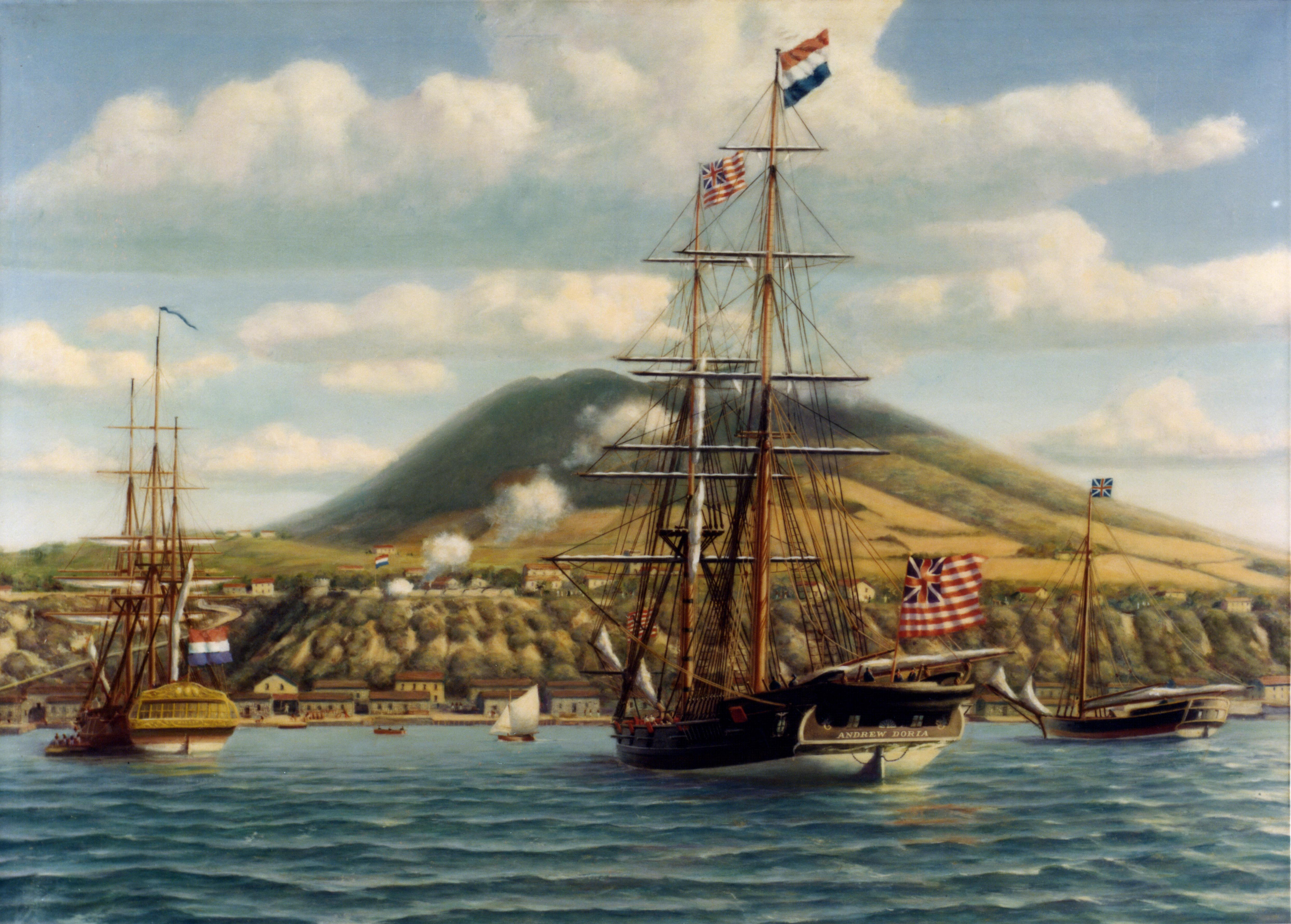
De Andrew Doria ontvangt op 16 november 1776 saluutschoten van Fort Oranje.

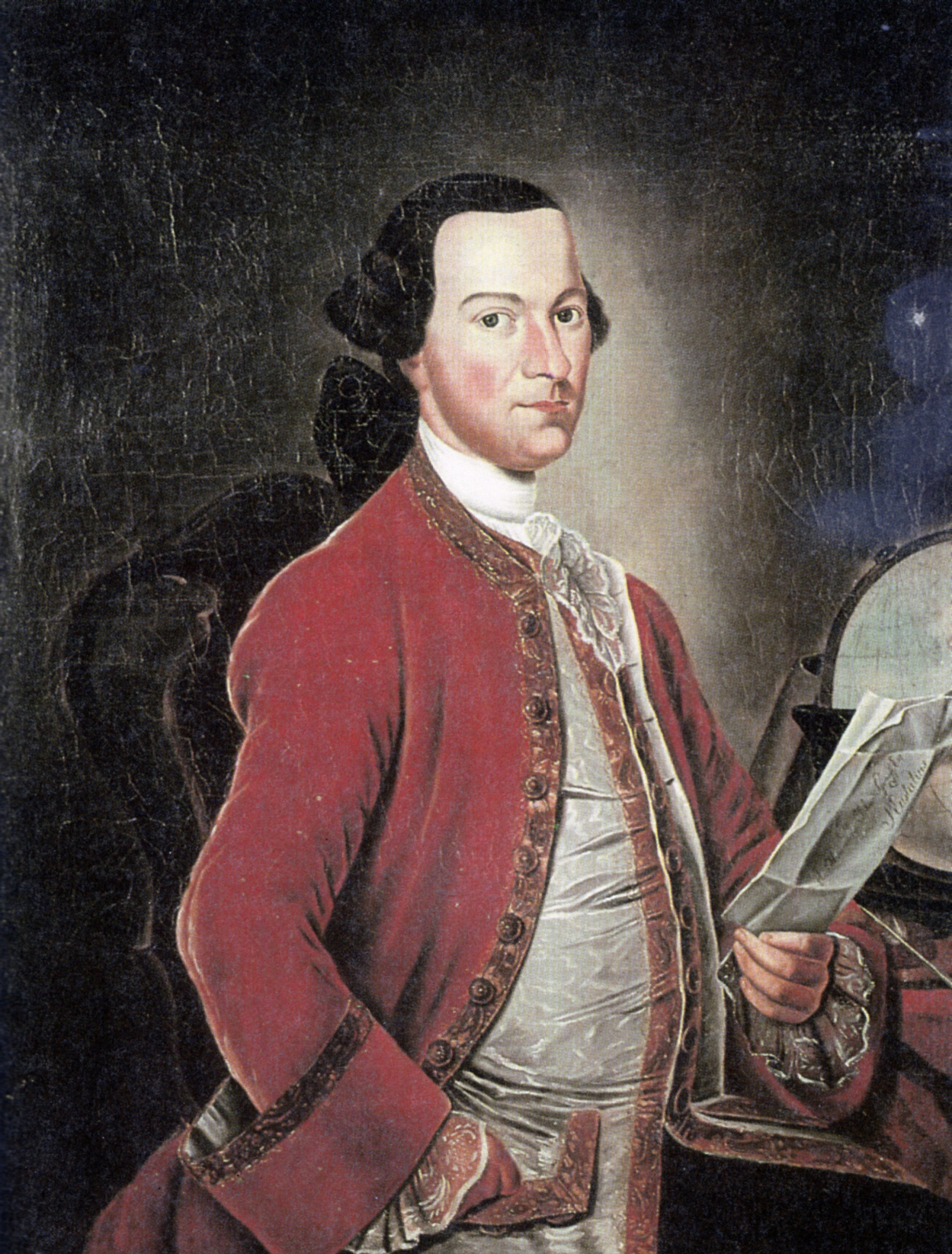
Gouverneur Johannes de Graaff

Toen de Amerikanen in 1776 hun vrijheidsstrijd tegen het Verenigd Koninkrijk begonnen, leverden de Nederlanders wapens aan hen via Sint Eustatius. Het Amerikaanse marineschip Andrew Doria, dat op 16 november 1776 met de nieuwe Amerikaanse Grand Union-vlag in top de Gallows Bay kwam binnenzeilen en saluutschoten afvuurde, kreeg in opdracht van gouverneur Johannes de Graaff elf saluutschoten van Fort Oranje als antwoord. Het was de eerste keer dat een buitenlandse mogendheid de vlag van de Verenigde Staten eerde met een saluut. De Amerikanen interpreteerden dit onmiddellijk als de eerste officiële erkenning van hun onafhankelijkheid. De Amerikaanse president Franklin Delano Roosevelt erkende het belang van deze gebeurtenis tijdens zijn bezoek aan de rede van Sint Eustatius in 1939 en bood het eiland een plaquette ter herinnering aan. Er staat onder andere op: "Here the sovereignty of the United States of America was first formally acknowledged to a national vessel by a foreign official." Het voorval leverde ook het onderwerp voor het laatste boek van Pulitzerprijs-winnares Barbara Tuchman First Salute: A View of the American Revolution (1988).
De Engelsen verklaarden hierop Nederland de oorlog (de Vierde Engelse Oorlog) en admiraal George Brydges Rodney nam in februari 1781 met een grote vloot Sint Eustatius in. Rodney plunderde het eiland en voerde een derde van de joodse bevolking af naar het naburige Saint Kitts. Het vermogen van gouverneur De Graaff werd geconfisqueerd. De Graaff zelf moest mee naar Engeland, maar mocht hetzelfde jaar nog terugkeren naar Sint Eustatius.
Rodney maakte een nauwkeurige inventarisatie van zijn buit, inclusief de slaven, teneinde deze te verdelen over zijn bemanning. Deze inventarisatie, de Rodney Roll, is in het bezit van National Archives in Kew bij Londen.

## Wisselende koloniale bezetting

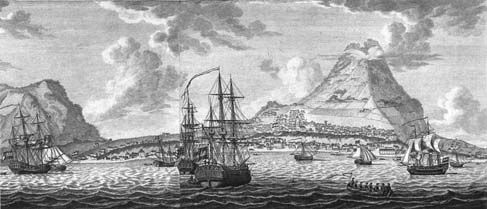
De rede van Sint Eustatius in de 18e eeuw

Een afwisseling van Franse, Nederlandse en Engelse bezettingen volgde:
Tijdens de Vierde Engels-Nederlandse Oorlog werd het eiland in februari 1781 veroverd door de Engelse admiraal Rodney. Nadat het in november 1781 was veroverd door de Fransen, werd het teruggegeven aan Nederland. 
- 1784-1795 Nederlands
- 1795-1801 Frans
- 1801-1802 Engels
- 1802-1810 Nederlands
- 1810-1816 Engels
- 1816-heden Nederlands

De economie van het eiland stortte dientengevolge volledig in. Na de val van Napoleon in 1815 kreeg Nederland in 1816 de voormalige koloniën in het Caribisch gebied terug van Groot-Brittannië. Deze werden in het begin beschouwd als drie West-Indische koloniën:
- Suriname
- Curaçao en Onderhorigheden (Nederlandse deel van de Benedenwindse Eilanden)
- Sint Eustatius en onderhorigheden (Nederlandse deel van de Bovenwindse Eilanden)

Door de teruggave van de koloniën door de Britten werden Sint Eustatius, Sint Maarten en Saba vanaf 1816 weer Nederlands bezit, maar bleef de voertaal Engels.
Om de bestuurskosten te verlagen werden de drie koloniën in 1828 teruggebracht tot één kolonie met een gouverneur-generaal in Paramaribo. In 1845 kwam men hier gedeeltelijk op terug omdat het besturen van de eilanden vanuit Suriname niet goed werkte. Vanaf dat jaar waren er weer twee West-Indische koloniën:
- Suriname
- Curaçao en Onderhorigheden (bestaande uit zowel de Bovenwindse als de Benedenwindse Eilanden).

## Opstand van 1848
Na 1848 bestond de slavernij alleen nog op de Nederlandse en Deense Caribische eilanden, wat voor onrust zorgde op de door Nederland gekoloniseerde eilanden. Als gevolg daarvan werd op 6 juni 1848 op Sint Maarten in een proclamatie verklaard dat de tot slaaf gemaakte Afrikanen als vrije personen zouden worden behandeld.
Ook op Sint Eustatius ontstond onrust. Op 12 juni 1848 verzamelde zich een groep vrije en tot slaaf gemaakte Afrikanen voor de woning van gezaghebber Johannes de Veer en eiste hun vrijheidsverklaring, verhoging van rantsoen en meer vrije uren. De gezaghebber sprak de groep toe maar die volhardde in zijn eisen. De schutterij werd gemobiliseerd en na overleg met de Koloniale Raad en de voornaamste ingezetenen werd door de gezaghebber tot een aanval besloten. Na nog een waarschuwing om de stad te verlaten of anders de gevolgen te ondervinden, werd het vuur op de groep geopend. De opstandelingen vluchtten de stad uit, twee of drie zwaar gewonden achterlatend. Vanaf een heuvel even buiten de stad bekogelden ze de schutterij met stenen en stukken rots. Een groep van 35 schutters bestormde de heuvel waarbij twee opstandelingen gedood werden en verschillende gewond raakten. De zes leiders van de opstand werden verbannen van het eiland en naar Curaçao overgebracht. Als belangrijkste leider van de opstand wordt Thomas Dupersoy beschouwd, een vrije Afrikaan. Van een van de andere leiders werd in 1851 een kennisgeving van overlijden aan zijn 'eigenaar' gezonden. De grootste plantagehouders op Sint Eustatius besloten na de opstand om hun tot slaaf gemaakte arbeiders een zeker loon te geven uit vrees voor herhaling.

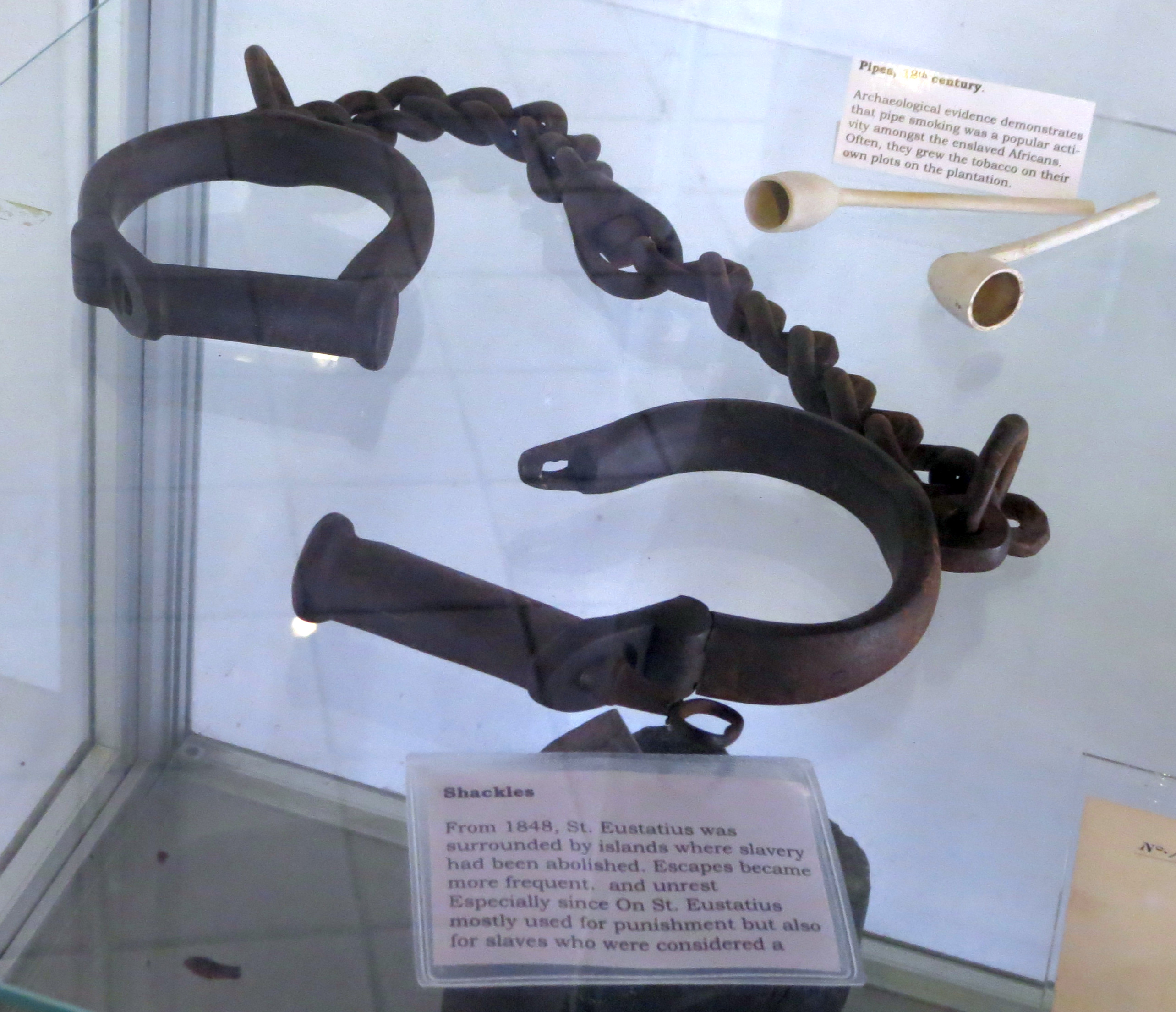
Slavenhandboeien uit 1848 die moesten voorkomen dat Statiaanse slaven zouden vluchten naar het vrije St. Kitts.

## Afschaffing slavernij
Op 1 juli 1863 werd de slavernij afgeschaft. Op de naburige Britse kolonie St. Kitts was dit al in 1833 gebeurd, wat tot succesvolle vluchtpogingen had geleid.
Met de herziening van de Nederlandse grondwet in 1922 kwam de term 'kolonie' in die grondwet te vervallen. Pas op 23 april 1936 volgde de hiermee samenhangende herziening van wetten waarmee de staatsinrichting van Suriname en Curaçao werd aangepast. Zo werd de Koloniale Raad vervangen door de Staten van Curaçao. Het parlement bestond uit vijftien leden, van wie er tien werden gekozen en vijf door de gouverneur werden aangewezen. In dat jaar werd ook Curaçao en Onderhorigheden omgedoopt tot het Gebiedsdeel Curaçao.
In 1937 volgden de eerste verkiezingen, waaraan vanwege het toen geldende census- en capaciteitskiesrecht voor mannen slecht ± 5 procent van de bevolking mocht meedoen.

## Periode na de Tweede Wereldoorlog
De Tweede Wereldoorlog zorgde voor een andere kijk op het Koninkrijk en het kolonialisme zoals dat tot 1939 had gefunctioneerd. Het 'Gebiedsdeel Curaçao' (vanaf 1948 officieel 'de Nederlandse Antillen') en Suriname waren in die tijd de enige stukjes onbezet 'Nederland'. Koningin Wilhelmina kondigde via Radio Oranje in 1942 al meer zelfstandigheid aan voor de overzeese delen. In februari 1945 werd de naam van het Ministerie van Koloniën gewijzigd. Door de herziening van de grondwet in 1948 werd het Gebiedsdeel Curaçao vervangen door Nederlandse Antillen waarna alle Statenleden door middel van algemene verkiezingen gekozen werden. In 1948 waren intussen ook de onderhandelingen begonnen met Suriname en de Nederlandse Antillen.
Het Statuut voor het Koninkrijk der Nederlanden, ofwel kortweg het Statuut, was in 1954 voltooid. Koningin Juliana kondigde dit Statuut op 15 december 1954 in de Ridderzaal plechtig af. In het Statuut was het uitgangspunt de gelijkwaardigheid van Nederland, Suriname en de Nederlandse Antillen (Nederlands-Nieuw-Guinea niet).
De Nederlandse Antillen kregen wat lokale zaken betrof in grote mate een eigen bestuur. De gezamenlijke aangelegenheden van het Koninkrijk werden in gezamenlijk overleg beslist. Tot 1983 was Sint Eustatius onderdeel van het eilandgebied Bovenwindse Eilanden, waar ook Saba en Sint Maarten toe behoorden. In 1983 kreeg het een zelfstandige status als eilandgebied en een eigen zetel in de Staten van de Nederlandse Antillen.

## Sint Eustatius als openbaar lichaam
Met de staatkundige hervormingen binnen het Koninkrijk der Nederlanden zijn op 10 oktober 2010 de Nederlandse Antillen als land opgeheven. Sindsdien is Sint Eustatius rechtstreeks deel uit gaan maken van Nederland, net als de eilanden Bonaire en Saba. De drie eilanden worden aangeduid als Caribisch Nederland. In Caribisch Nederland is echter op veel terreinen nog wel de aangepaste, voormalige wetgeving van de Nederlandse Antillen van toepassing. Op andere terreinen is de wetgeving aangepast naar Nederlands model, de zogenaamde BES-wetten. Het eiland is een openbaar lichaam, dat qua bevoegdheden vergelijkbaar is met een gemeente. De Rijksdienst Caribisch Nederland, gevestigd op Bonaire, ondersteunt alle werkzame ministeries op de drie eilanden. Sint Eustatius maakt geen deel uit van het Schengen-gebied.
In mei 2017 kreeg De Arubaanse oud-gouverneur Fredis Refunjol samen met de Nederlandse oud-commissaris van de koningin Jan Franssen opdracht van minister Plasterk om onderzoek te doen naar de bestuurlijke problemen op Sint Eustatius. In hun rapport maakten zij melding van grove taakverwaarlozing, financieel wanbeheer en wetteloosheid. Hun advies leidde tot de ontbinding van het gekozen
eilandbestuur en de benoeming van een regeringscommissaris.
Na een bestuurlijke ingreep door Nederland in februari 2018 kwam het eilandsbestuur in handen van een regeringscommissaris. De eilandsraad en het bestuurscollege werden aan de kant geschoven wegens grove taakverwaarlozing. De voor maart 2019 geplande eilandsraadverkiezingen werden afgelast.
In 2021 werd met hulp van de Rekenkamer Rotterdam een begin gemaakt met de instelling van een Rekenkamer van Sint Eustatius. Deze zal in de toekomst de Eilandsraad informeren en adviseren over de doelmatigheid van de overheidsuitgaven en moet zo bijdragen aan een robuust en integer bestuur.